# Agnese Āboltiņa
Agnese Āboltiņa (Ramava, 7 februari 1996) is een Letse alpineskiester. Ze nam eenmaal deel aan de Olympische Spelen en haalde hierbij geen medaille.

## Carrière
Āboltiņa nam nog nooit deel aan een wereldbekerwedstrijd. Tijdens de Olympische Winterspelen 2014 eindigde ze 31e op de Super G en 37e in de Olympische slalom.

## Resultaten

### Wereldkampioenschappen
| Jaar | Plaats            | Resultaten                   |
| ---- | ----------------- | ---------------------------- |
| 2013 | Schladming        | 74e Reuzenslalom             |
| 2015 | Vail/Beaver Creek | 43e Slalom 63e Reuzenslalom  |
| 2017 | Sankt Moritz      | 37e Slalom                   |
| 2019 | Åre               | DNF1 Slalom 58e Reuzenslalom |

### Olympische Jeugdwinterspelen
| Jaar | Plaats    | Resultaten                                              |
| ---- | --------- | ------------------------------------------------------- |
| 2012 | Innsbruck | 16e Slalom 22e Combinatie 27e Super G DNF1 Reuzenslalom |

### Olympische Spelen
| Jaar | Plaats | Resultaten                               |
| ---- | ------ | ---------------------------------------- |
| 2014 | Sotsji | 31e Super G 37e Slalom DNF2 Reuzenslalom |